# Smicridea sexspinosa
Smicridea sexspinosa är en nattsländeart som beskrevs av Oliver S. Flint Jr. 1978. Smicridea sexspinosa ingår i släktet Smicridea och familjen ryssjenattsländor. Inga underarter finns listade i Catalogue of Life.